# Munitionsdepot Cobasna
Das Munitionsdepot Cobasna (rumänisch Depozitul de muniții de artilerie nr. 1411, russisch 1411-й артиллерийский склад боеприпасов ‚1411. Artillerie-Munitionsdepot) ist ein großes Munitionsdepot im Dorf Cobasna in Transnistrien. Internationalen Beobachtern wird der Zugang verweigert. Eine Ausnahme bilden die russischen Besatzungstruppen, die seit dem Ende des Transnistrienkriegs 1992 in der Region stationiert sind. Nur die russischen und transnistrischen Behörden verfügen über detaillierte Informationen über die Menge und den Zustand der gelagerten Munition.

## Geschichte
Am 22. Juni 1941 begann die Wehrmacht auf Befehl von Hitler den Überfall auf die Sowjetunion, der sich zum Deutsch-Sowjetischen Krieg ausweitete. Sie kam zunächst sehr zügig voran und eroberte auf ihrem schnellen Vormarsch auch Waffen und Munition.
Am 28. Juli 1941 erließ der Generalstab der Roten Armee die Anweisung, das Munitionsdepot mit der militärischen Einheitsnummer 72431 anzulegen. Es wurde am 11. August 1941 in Kungur (heute in der Region Perm, Russland) gegründet. Ab dem 30. Januar 1942, während des Zweiten Weltkriegs, versorgte das Depot Einheiten der Roten Armee und Verbände der Wolchow-Front in Budogoshch, Charkiw, Kropywnyzkyj, Krementschuk, Moskau, Orjol, Poltawa und Wyschni Wolotschok. Von Juli 1945 bis Mai 1949 befand sich das Depot in Wosnessensk, heute in der Oblast Odessa, Ukraine. Seit Mai 1949 ist es an seinem jetzigen Standort in Cobasna.
Die Sowjetunion löste sich zum 26. Dezember 1991 auf. Bis Januar 1992 war das Munitionsdepot dem Militärbezirk Odessa unterstellt, von da an bis April 1995 der 14. Gardearmee und seitdem ist es der Operativen Gruppe russischer Truppen in Transnistrien unterstellt.

## Beschreibung
Das Munitionsdepot Cobasna liegt 2 km von der ukrainischen Grenze und etwa 200 km von der moldauischen Grenze entfernt im Rajon Rybniza. Es gilt mit einer Fläche von etwa 150 ha als eines der größten Munitionsdepots Osteuropas. Über das Schienennetz der Pridnestrowskaja schelesnaja doroga ist das Depot mit der Ukraine, Transnistrien und der Republik Moldau verbunden. Ursprünglich waren hier 65.000 Tonnen Munition gelagert, die von 2001 bis 2004 auf etwa 20.000 Tonnen reduziert wurden. Das Inventar besteht hauptsächlich aus Flugabwehrmunition, Panzer- und Artilleriemunition sowie Nahkampfwaffen aus Beständen der 14. Gardearmee der UdSSR sowie aus Munition, die beim Abzug der Gruppe der Sowjetischen Streitkräfte in Deutschland und der russischen Truppen aus der Tschechoslowakei hier eingelagert wurde. Ein Großteil der Munition ist über 40 Jahre alt und gilt als überlagert und somit unsicher. Derzeit wird das Depot von etwa 1500 Soldaten der russischen Besatzungstruppen bewacht.

## Politische Kontroversen
Seit dem Russland-Ukraine-Konflikt wächst in der Republik Moldau die Besorgnis über das Munitionsdepot Cobasna, und einige glauben, dass die Waffen dort in einem möglichen zukünftigen militärischen Konflikt eingesetzt werden könnten. Darüber hinaus hat die Akademie der Wissenschaften der Republik Moldau festgestellt, dass eine Explosion der im Munitionsdepot befindlichen Waffen, die ihr Verfallsdatum längst überschritten haben, den Atombombenabwürfen auf Hiroshima und Nagasaki gleichkäme.
Es gab mehrere Versuche und Aufrufe, sowohl Munition aus dem Munitionsdepot Cobasna als auch russische Soldaten aus Transnistrien zu entfernen. Auf dem Istanbuler OSZE-Gipfel 1999 versprach Russland, bis 2002 seine Waffen und Soldaten vollständig abzuziehen. Es wurden einige Fortschritte erzielt, aber nachdem die transnistrischen Behörden Russland aufgefordert hatten, seine Armee beizubehalten, kam der Prozess 2003 zum Stillstand. Russland hält bis heute seine militärische Präsenz in Transnistrien unter anderem mit dem Munitionsdepot aufrecht, wobei Russland vorgeworfen wird, letzteres als geopolitische Erpressungsmethode gegen Moldawien einzusetzen (siehe auch Geschichte der Republik Moldau#Unabhängigkeit).
Die Republik Moldau fordert, Munition aus Cobasna abzutransportieren. Die jüngsten offiziellen Erklärungen dazu aus dem Jahr 2021 stammen von Maia Sandu, der derzeitigen Präsidentin der Republik Moldau. Am 11. August 2021 traf sich Sandu mit dem stellvertretenden Stabschef des Kremls, Dmitri Kosak, und besprach mehrere wichtige Themen in den bilateralen Beziehungen zwischen den beiden Ländern, darunter den Transnistrien-Konflikt und die Situation des Munitionsdepots Cobasna. In Bezug auf Letzteres äußerte Kosak seine Bereitschaft, mit Moldawien zusammenzuarbeiten, um die Waffen im Depot zu vernichten. Er sagte, es liege im Interesse Russlands, dies zu tun. Auch der damalige Präsident Transnistriens, Vadim Krasnoselski, bekundete seine Unterstützung für die Initiative.
Am 27. April 2022 berichtete das Innenministerium von Transnistrien, über Cobasna seien Drohnen geflogen und hätten Schüsse auf das Dorf abgefeuert. Das Ministerium behauptete, die Drohnen stammten aus der Ukraine. Zu diesem Zeitpunkt hatte es in Transnistrien mehrere Anschläge gegeben. Sie ereigneten sich kurz nach dem Beginn der völkerrechtswidrigen russischen Invasion in der Ukraine seit dem 24. Februar 2022 und könnten eine Operation unter falscher Flagge Russlands oder Transnistriens selbst gewesen sein.